# ソード・ワールドRPG
『ソード・ワールドRPG』は、グループSNEが制作したテーブルトークRPG (TRPG) 。略称はSWRPGあるいはSW。
1989年に富士見書房から文庫版として発売。1996年には「完全版」と銘打った改訂版がA4判ハードカバー書籍にて発売された。2006年には関連書籍が120冊を超え、2008年のゲームシステムのバージョンアップまで二十年近く展開された国内有数のTRPG作品であった。（ただし、リプレイやライトノベルが大半を占めているため、純粋なゲームのサプリメントに限れば飛びぬけて多いとは言えない。また、既に絶版となったものも多い）。長年、「国内で最も普及した国産TRPGである」と紹介されてきた。
2008年4月にルールと世界設定を刷新した『ソード・ワールド2.0』が、2018年7月には『ソード・ワールド2.5』が発売されたが、本記事ではそれ以前のエディションを中心に説明する。

## 概要
剣と魔法の世界フォーセリアを舞台にした典型的なファンタジーRPGであり、グループSNEの代表作である。総監修は安田均。ワールド・デザインは水野良。システム・デザインは清松みゆき。その他、山本弘（西部諸国の設定やシナリオ集の制作）や友野詳（ワールドガイドデータの作成やアザーン諸島の設定）、川人忠明（SWツアーシリーズ。清松みゆきとの共著）などが制作に関わる。
ソード・ワールドRPGの背景世界となっているフォーセリア世界の初出は1986年にリプレイ連載が開始され人気を博したロードス島戦記である。ソード・ワールドRPGではこのロードス島戦記の舞台となったロードス島の北にある「アレクラスト大陸」を主な冒険の舞台としているが、神話や歴史などにロードス島と共通する設定は多い。このことから、ソード・ワールドRPGの発売当時に、ロードス島戦記からテーブルトークRPGに興味を持ったファンでも違和感なくゲームができるようになっていた。後に、ソード・ワールドRPGでロードス島を舞台にゲームを行うためのサプリメントも発売された。
基本システムは、複数の職能（クラス）を1人のキャラクターに持たせることができる「クラススキル制」（いわゆるマルチクラス制に近いもの）を採用。乱数発生には6面ダイス2個だけを使用する。これは、6面以外の多面体ダイスが入手しにくいことに対する配慮でもある。
ゲームのルールブックや関連製品の多くは文庫の形態で提供されている。ソード・ワールドRPGが発売された1989年当時はテーブルトークRPGの多くは玩具店で高価なボックス版で売られていたが、ソード・ワールドRPGはトンネルズ&トロールズやファンタズム・アドベンチャーと同様に一般書店でボックスよりも安価な値段で販売された。時代が下るにつれてルールやデータ、世界設定などが煩雑化していき、文庫の形態では量的に提供しにくくなったこともあって、関連書籍の多くが大判書籍で出版されるようになっていったが、リプレイや小説などは文庫での提供を続けていった。2008年に発売されたソード・ワールド2.0では、文庫の形態を中心とした形での関連書籍の提供を再び行っている。
富士見書房が刊行している『月刊ドラゴンマガジン』での関連記事掲載をメインとしつつ、現在では新紀元社刊行の『Role&Roll』やゲーム・フィールド社刊行の『ゲーマーズ・フィールド』にも記事を提供している（後者は広告記事）。以前は同じ富士見書房から刊行されたTRPG専門誌『RPGドラゴン』を主軸に展開していたが、同誌が休刊してからは一時期サポート体制に滞りが生じたことがある。『RPGドラゴン』に掲載された記事の中には、単行本未収録の企画や休刊とともに未完となった企画が存在する。
2003年にグループSNEは、本作のゲームシステムを他ゲームにも適用することを企図し、米国のd20システムに倣って、2d6システムと名付けたが、現在この呼称は公式には使われていない。

## 作品展開

### リプレイ
本作の作品展開として特筆すべきものにリプレイ集が挙げられる。1980年代後半、TRPGを遊ぶ様子を紹介する手法として、演劇の脚本のように役名付きの台詞を中心として構成し、ト書きで補足するリプレイという形態が発明され、パソコン雑誌『コンプティーク』連載の『ロードス島戦記』誌上リプレイ（システムは『ダンジョンズ&ドラゴンズ』 (略称はD&D)）で火が付いた。本作のリプレイはその人気を継いで、新作ゲームの紹介を企図してルールブック発売前に雑誌掲載されたところに特徴がある。山本弘が担当したこのリプレイは、単なるゲームの紹介という枠を超えて、ゲーム的読み物あるいはライトノベルの一種として読者に受け入れられた。後に『第一部』（または『スチャラカ冒険隊編』）と称された当シリーズは、ソード・ワールドRPG普及の原動力となっただけに止まらず、その後の日本のTRPG業界において「リプレイで作品を紹介する」という他国にはみられない日本独自の慣習を根付かせることになった。

### サプリメント
サプリメントとして、シナリオ集・ワールドガイドなどが多数販売されている。また、小説はシェアード・ワールドとして展開しており、水野良の小説『魔法戦士リウイ』シリーズはソード・ワールド・ノベルの1作品である。この他、漫画やコンピュータRPG、CDドラマなどにメディアミックス展開している。同じくフォーセリアを舞台にした作品として『ロードス島戦記』シリーズおよび『クリスタニア』シリーズがあり、フォーセリアを舞台としたシリーズとしては『ロードス島戦記』が最も早くに書かれている。ヴァリアントとして『迷探偵デュダ』シリーズがある。

## 基本ルール
以下の記述は基本的な説明に限定。実際にプレイするためには正規のルールブック等が必要。

### キャラクター作成
プレイヤーは、アレクラスト大陸を主な舞台にする冒険者であるプレイヤー・キャラクター(PC)を作成し、その架空のキャラクターに扮してゲームを進める。種族・性別・年齢や能力値・出自・技能などを、プレイヤーの選択とサイコロを用いて決定することでPCを作成するが、シナリオ集などに収められた作成済みのサンプル・キャラクターを使用することもできる。
SWでは通常5人から6人のPCでパーティを組んで遊ぶことが多い。PCの技能はある程度好みで選択できるが、パーティ内で特定の技能を持つキャラクターが偏ったりしないよう調整することが望ましいとされる。しかし、あくまでも強制ではなく、GMとプレイヤー間で同意さえあれば、偏った編成を組むことも可能（全員が種族グラスランナーを選ぶなど）。

### 判定方法
6面ダイス2つ（以下、2D6と表記）とチャート表に沿って全ての判定を行う。これを「成功ロール」という。基本は「技能レベル」 + 「能力値ボーナス」 + 「ダイスを振って出た目（出目）」を合計して出した値と、ゲームマスター (GM) が用意した目標値（または難易度 + GMのダイスの出目）を比べて、PC側の値がGM側の値以上であれば成功になる。ゲーム上よく使う技能と能力値ボーナスの組み合わせパターンもチャート表にまとめられている。

#### レーティング表
戦闘時などのダメージ決定には、特に「レーティング表」というチャートを使用する。これは2D6のみを用いて様々な範囲の乱数を導き出すための対照表である。武器の強さや魔法の力によって定められたキーナンバーを横軸に、2D6の出目を縦軸に置き、互いが交差した部分に記された値を使用する。
キーナンバー0から50まで、51列の表がルールブックに掲載されている。いちいち当該ページを参照しなくても良いよう、各キャラクターに必要な列を転記する欄がキャラクターシートに用意されている。非公式だが、キーナンバー51以上の列を作成する方法が、ドラゴンマガジンの『ソード・ワールドRPG Q&A』に掲載されたことがある。

## 舞台
剣と魔法が支配する架空の世界フォーセリア。古代魔法王国と呼ばれるカストゥール王国が崩壊し、剣の時代あるいは力の時代と呼ばれるようになって、およそ500年余りが過ぎた。
冒険者と呼ばれる者達は、古代王国の遺跡から失われた魔法技術の遺産を発掘したり、人々の揉め事の仲裁などをして生計を立てている。プレイヤーは冒険者となり、あるいは一攫千金を、あるいは立身出世を夢見て、仲間達とパーティを組み、ともに冒険の旅へと出発するのである。
なお、『ロードス島戦記』シリーズはほぼ同時代、『クリスタニア』シリーズは約300年後の時代という設定である。『迷探偵デュダ』シリーズは一部の設定が異なっている。

## 種族
ここでは、ゲームシステム上の特徴について説明する。
人間
オールマイティ。可もなく不可もないが、制限もまた少ない。全ての冒険者技能を取得可能。
出自（生まれ）により、様々な技能を持つ。原則はファイターなどの冒険者技能だが、一般市民の生まれだと任意の一般技能、商人ならマーチャント技能を持つ。特殊な生まれである蛮族、貴族、魔法使い（アレクラスト大陸では、ソーサラー技能の保持者は極めて少なく、特権階級でもあるため）については、「生まれ表」に基づいてダイスを振り、対応する数値を出す必要がある。
グラスランナー
精神力が突出して高く、器用度と敏捷度も高い。しかし筋力が極端に弱い。ソーサラー、シャーマン、プリースト技能は取得できない。
ドワーフ
生命力と精神力が非常に高く、次いで筋力と器用度が高い。しかし敏捷度と知力が低い。クラフトマン技能（工芸・細工などの一般技能）を持つ。ソーサラー、シャーマン技能は取得できない。
すでに存在してないハイドワーフ（ドワーフの古代種）は精霊魔法が使えた。
エルフ
器用度・敏捷度・知力が高いが、筋力が弱く生命力も低い。シャーマン技能を持つ。プリースト技能は取得できない。
ハーフエルフ
人間とエルフの能力を半々で受け継いでおり、器用度・敏捷度・知力がやや高く、筋力・生命力がやや低い。人間社会で育ったかエルフに育てられたかで取得できる技能などが異なる。エルフ育ちの場合はプリースト技能は取得できない。
稀に隔世遺伝により、人間の両親からエルフやハーフエルフが生まれることがある（逆にエルフの両親から人間やハーフエルフが生まれることもある）。彼らは「チェンジリング」（取替え子）と呼ばれ、通常のハーフエルフより更に強い迫害を受ける傾向にある。非常に特殊な事例のため、チェンジリングのキャラをPCとして使用するにはGMの許可を要する。
フォーセリア（その中でもアレクラスト大陸）のエルフとドワーフは、世界観の源流の一つであるD&Dなどとは違い、それほど互いを嫌いあってはいない。
上記以外の種族でも、ダークエルフ、マーマン、リザードマンなどキャラクターデータ化されているものもあるが、種族内で個性が存在することを示すものであり、基本的にPCとしては選択できない。

## 技能（職能）
ソード・ワールドRPGにおける技能は、基本的に1つの職業が扱う分野の知識と技術をまとめて1つの技能として扱う、実質的なマルチクラス制（兼業可能なゲーム的分業制）である。
以下に、PCが「ゲーム的に活躍するために必要」な8つの技能（「冒険者技能」）を紹介する。
ソーサラー
魔術師。かつてフォーセリアを支配していたとされる魔法の力（古代語魔法(ハイ・エンシェント)）を使用できる。
古代語魔法を使用するためには、両手が自由である必要がある。また、動きの妨げとなる重い鎧を着用してはならない。
魔法の発動体（通常は杖であることが多い）を所持していないと、魔法の使用にペナルティを受ける。
シャーマン
精霊使い。世界に満ちる様々な精霊に呼びかけて、その力を借りる（精霊魔法(サイレント・スピリット)）。
精霊魔法を使用するためには、片手が自由である必要がある。また、精霊が嫌うため鉄などの金属製の鎧を着用してはならない（銀およびミスリル製は可）。
ファイター
戦士。武器を振るい敵を倒し、その身をもって味方の盾となる。
筋力の数値までの武器や防具を使用できる（シーフ技能は筋力の半分まで）。
両手剣などの両手持ち武器を用いて複数の敵を1度に攻撃する「薙ぎ払い」や、相手を転倒させることもできる「体当たり」など、特殊な攻撃方法も使用できる。
ケイオスランドなど、一部の追加ルールでは軽装の戦士や格闘術専門の戦士といったバリエーションが存在し、これらの場合は武器や防具は相応に軽量のものでなくてはならない（もしくは使用不可）。
プリースト
神官あるいは司祭。神を信仰し、祈り願うことによって奇跡を授かる神聖魔法（ホーリー・プレイ）を使う。
宗派を選ぶ必要があり、基本的にはファリス（至高神）、ラーダ（知識神）、マイリー（戦神）、チャ・ザ（幸運神）、マーファ（大地母神）と六大神（の内の5柱）から選ぶことになっている。その他のブラキ（鍛冶神）、ヴェーナー（芸術神）、ガネード（匠の神）なども選択可能。ファラリス（暗黒神、六大神の1柱）、カーディス（破壊の女神）、名も無き狂気の神、ミルリーフ（海の邪神）などのいわゆる邪神は不可。一般原則として、それぞれの宗派の教義に大きく外れる行為（ファリスは正義に反する行為、マイリーは卑怯な行為、マーファは残忍な行為など）をとってはならない。もし取ると、最終的には仕える神の怒りを受け、プリーストとしての呪文を一切使えなくなる。
各宗派共通の魔法に加えて、宗派に特有の特殊神聖魔法が使える。
シーフ
盗賊。鍵開けや罠外し、忍び足などの盗みの技術だけでなく、軽装での戦闘も得意とする。
動きを妨げたり大きな音をたてるため、（筋力の半分を超えた）重い鎧や金属鎧を着用してはならない。また、シーフ技能で戦闘する場合、武器も軽いものでなくてはならない。代わりにクリティカルヒット率が高いという利点がある。
原則として盗賊ギルドに所属し、年会費および収益の一部を納める必要がある。所属していないと各種のサービスが受けられない上に、モグリとして追求され処罰を受ける場合がある。
レンジャー
野伏。野外活動のスペシャリスト。危険を察知することにも長け、飛び道具を用いての戦闘も得意とする。
一部を除いて、技能を使用する際には、動きを妨げたり大きな音を立てるため、重い鎧や金属鎧を着用できず、シーフと違い回避への修正も持たない。
セージ
賢者。伝承や言語（会話と読み書き）、薬品など様々な知識に通じており、その中には冒険の役に立つものも少なくない。
技能を1レベル取得するごとに、特定の言語の読解もしくは会話の能力を身につけることができるが、知力の低いキャラクターは原則として共通語の読解を最初に取得しなければならない。そうでなければ下位古代語（ロー・エンシェント）の読解を最初に取得するようにとの指針がある（上位古代語は魔法言語のため、ソーサラー固有の技能）。
バード
吟遊詩人。楽器の演奏や歌唱を得意とし、それによって収入を得ることもできる。伝承知識や言語（会話のみ）にも詳しい。また、呪歌と呼ばれる特殊な曲を使い、他の生物の精神に働きかけたりできる。非生物でも脆いものなら超音波で砕くことが可能。
呪歌を使うためには、必ず何らかの楽器を演奏しなければならない。演奏しながら歌えない笛などでも可能だが、一部の呪歌の効果が制限される（歌詞にのせて語りかけたりする必要のあるものなど）。メロディを奏でられない楽器（太鼓など）は不可。また、最初に決めた楽器の変更は原則として不可。
これらの冒険者技能は、定められた経験点を支払うことにより取得することができる。上記以外にも、原則としてノンプレイヤーキャラクター (NPC) 専用の冒険者技能「ダークプリースト（前述の邪神官用技能）」「ドラゴンプリースト」が存在する。
ダークプリースト
邪神官あるいは暗黒神官（暗黒司祭）。邪神を信仰し、暗黒魔法（デーモン・スクリーム）を使う。
宗派はファラリス、カーディス、名も無き狂気の神、ミルリーフなどの邪神に限られる。他は通常のプリーストと共通する点が多い。宗派固有の特殊暗黒魔法もある。
通常のプリースト技能を取得できないダークエルフも、ダークプリースト技能は取得可能。
ドラゴンプリースト
竜司祭。竜を崇拝し、竜語魔法（ドラゴン・ロアー）を使う。
自らの修行と鍛錬により、竜に転生することのみを目的として生きており、未開の地域の蛮族やリザードマンなどにごく少数存在する。文明社会とは相反する目的や価値観で生きており、他者と協調する姿勢も取らない。行動も「毒を崇める」「火を恐れる」「生肉を好む」「魔法を用いて泥や砂などを常食する」など、フォーセリアにおける常人にとっては非常に異様なものであり、使用する魔法によっては全身に鱗が生じるなど見た目も怪物のように変化するため、一般社会には全く馴染めない存在である。
技能の選択は、各種の制限の範囲内でプレイヤーの任意であり、複数の技能を同時に取得することも可能である。ただし、技能への制限は各技能について個別に課されるため注意が必要である。例えばソーサラー技能とファイター技能の両方を持つキャラクターは、重い鎧を着、剣を振るって戦うこともできるが、その状態では（ソーサラー技能を使うための制限を逸脱しているため）ソーサラー技能による魔法を使うことはできない。この場合、魔法を使うためには鎧を脱ぎ、杖などの発動体を手にしなければならない。
魔法の使用など特別なものを除き、一般に技能がなくても行為を試みることは可能であるが、技能レベルの値を加算できないことはもちろん、能力値ボーナスの加算も行えず、サイコロの出目のみ（状況によるボーナス値、ペナルティ値が加算されることはある）で判定を行うことになる。一方、技能があると成否や効果の判定の際に技能のレベル数と能力値によるボーナスポイントをダイスの出目に加算できる。従って該当する技能を持つ方が、その技能や能力値が高い方が、行為の際には当然ながら有利となる。例えば魔法を使う場合、知力が高いほど魔法の成功率や効果も高くなる。
冒険者技能の他に、冒険にはそれほど関係のないクラフトマン（職工）やマーチャント（商人）、コック（料理人）、ハンター（狩人）、ファーマー（農民）、フィッシャー（漁師）、バトラー（執事）、セイラー（船乗り）、ヒーラー（薬草師）、テーラー（裁縫師）などの「一般技能」があり、こちらは冒険の結果としての経験点では取得できない。出自が「一般市民」である人間は最初から何らかの一般技能を、「商人」はマーチャント技能を修得しており、またドワーフもクラフトマン技能を修得しているが、他は基本的にゲームマスターの裁量による。

## 作品タイトル

### ルールブック・解説書
- 『ソード・ワールドRPG』ISBN 4-8291-4228-6（以下の分冊1・2をあわせた3冊は“文庫版”などと呼ばれる）
  - 『ソード・ワールドRPG 上級ルール 分冊1 追加ルールおよび追加魔法』ISBN 4-8291-4240-5
  - 『ソード・ワールドRPG 上級ルール 分冊2 追加モンスター』ISBN 4-8291-4241-3
  - 『ソード・ワールドRPG Q&Aブック』ISBN 4-8291-4323-1 - ルールの補筆・改正等。完全版への橋渡し的な役割を持つ
- 『ソード・ワールドRPG 完全版』ISBN 4-8291-7306-8 - 文庫版3冊の内容を一冊にまとめた上て、データやルールを整理・追加した改訂版ルールブック。A4判ハードカバー書籍。
  - 『ソード・ワールドRPG スタート・ブック はじめて遊ぶソード・ワールド プレイヤー編』ISBN 4-8291-4339-8- TRPG初心者のための解説書
- 『ソード・ワールドRPG ベーシック』ISBN 4-8291-4394-0 - 完全版から基本ルールを抜粋・要約した縮小版
- 『ソード・ワールド・カードRPG』ISBN 4-8291-7518-4 - カードを用いた簡易版ルール。部分的にルールが変更されている
  - 『ソード・ワールド・カードRPG2』ISBN 4-8291-7527-3
- 『ソード・ワールドRPG ワールドガイド』ISBN 4-8291-7222-3 - 1993年初版、2006年に9版（「新装版」として）発行。アレクラスト大陸を中心に解説
  - 『ソード・ワールドRPG 西部諸国ワールドガイド』ISBN 4-8291-7320-3 - アレクラスト大陸西部の都市国家群に限定して解説。
  - 『ソード・ワールドRPG ロードス島ワールドガイド』ISBN 4-8291-7404-8 - ソード・ワールドRPGのルールを使って『ロードス島戦記』の舞台で冒険するためのヴァリアント
- 『ソード・ワールドRPG サポート1』ISBN 4-7753-0455-0 - Role&Roll誌で連載された世界設定解説記事をまとめたもの。
- 『ソード・ワールドRPG サポート2』ISBN 978-4-7753-0532-4
- 『ソード・ワールドRPG ツアー』 - 特定地域についての解説、および追加ルール。全て3〜4本のシナリオ付属
  1. オーファン ISBN 4-7753-0296-5
  2. ロマール ISBN 4-7753-0360-0
  3. ファンドリア ISBN 4-7753-0400-3
  4. パダ 堕ちた都市 ISBN 4-7753-0489-5

  - JGC2006において第5巻『ケイオスランド』ないし『イーストエンド』の刊行が発表されたが、未だ予定に上るには至っていない。

### シナリオ集
- 文庫版ルール用
  - 『石巨人の迷宮』
  - 『ユニコーンの探索』
  - 『四大魔術師の塔』
  - 『虹の水晶宮』
  - 『闇からの脅威』
  - 『猫だけが知っている』
  - 『異界への門』（SFCシナリオ集）
  - 『バラールの館』（シナリオコンテスト受賞作品集）
  - 『世界の果ての壁』（人気パーティシナリオ集）
  - 『ソード・ワールドSFC・PC全シナリオ100本集』（コンピュータゲーム版向けに作成されたシナリオの転用。これのみ角川書店より発売）
- 完全版ルール用
  - 『黒き魔人の森』（完全版シナリオ集1）
  - 『悪魔が闇に踊る街』（完全版シナリオ集2）

### リプレイ集
ソード・ワールドRPGのリプレイ集。『xS』および『Waltz』を除き、連載時の掲載誌は全て富士見書房の『月刊ドラゴンマガジン』である。
| 単行本書名, 巻数                                   | 通称等              | 連載時期                    | ゲームマスター | イラストレーター |
| -------------------------------------------------- | ------------------- | --------------------------- | -------------- | ---------------- |
| ソード・ワールドRPGリプレイ集(1)-(3)               | 第1部, スチャラカ編 | 1988-1990                   | 山本弘         | 草彅琢仁         |
| ソード・ワールドRPGリプレイ集(4)-(5)               | 第2部               | 1990-1992                   | 山本弘         | 幡池裕行         |
| ソード・ワールドRPGリプレイ集(6)-(9)               | 第3部, バブリーズ編 | 1992-1995                   | 清松みゆき     | 中村博文         |
| ソード・ワールドRPGリプレイ風雲ミラルゴ編, 全2巻   |                     | 1995-1996                   | 清松みゆき     | ぴぃたぁそると   |
| ソード・ワールドRPGリプレイアンマント財宝編, 全2巻 |                     | 1996-1997                   | 清松みゆき     | 伊藤勢           |
| 新ソード・ワールドRPGリプレイ, 全10巻              | へっぽこーず編      | 2001-2004                   | 秋田みやび     | 浜田よしかづ     |
| 新ソード・ワールドRPGリプレイNEXT, 全9巻           | ぺらぺらーず編      | 2004-2007                   | 藤澤さなえ     | かわく           |
| ソード・ワールドRPGリプレイxS, 全4巻               | 猫の手冒険隊        | 2005-2008 (Role&Roll誌掲載) | 清松みゆき     | 牛木義隆         |
| 新ソード・ワールドRPGリプレイWaltz, 全5巻          |                     | 2006-2008 (書き下ろし)      | 篠谷志乃       | 桐原いづみ       |

- 第一部〜第三部 - 『ソード・ワールドRPGリプレイ集』とサブタイトルがついた全9巻のシリーズだが、各部どうし直接の繋がりは無い。第一部と第三部については新装版として再版されている。詳細はそれぞれ『リプレイ第1部』、『リプレイ第2部』、『リプレイ第3部』を参照。
- 風雲ミラルゴ編〜アンマント財宝編 - 風雲ミラルゴ編のプレイヤーキャラクターのうち三名がアンマント財宝編へ引き継がれ, 続編/姉妹編である。

デュダRPGリプレイ集
1. 『迷探偵登場!』
2. 『疑惑の石像』
3. 『迷探偵がいっぱい』

ドワーフの賢者兼（自称）名探偵として、ソード・ワールド短編集やソード・ワールド・ノベルで登場したデュダを主人公にすえたリプレイ集。挿絵は草彅琢仁。
GMは安田均と高井信が交互に務めた。GMにならなかった方がその回デュダを担当していた。連載は『RPGドラゴン』に掲載された。
当初、「ミスコン（ミスリル銀・コンテスト）」や「推理小説の大量出版」など、ソード・ワールドの世界設定から逸脱した内容に一部で批判もあったが、システムデザイン担当の清松みゆきは単行本1巻解説で「カレーとシチュー」に例えてこれを許容している。
各単行本にはデュダRPGを遊ぶためのバリアント・ルール（改造ルール）が掲載されている。また、『RPGドラゴン』に掲載された「ティータイム」（デュダRPGシリーズの舞台裏を解説したコラム。小川直人担当）も収録している。
リプレイ・アンソロジー
1. 『デーモン・アゲイン』 ISBN 978-4829144619
2. 『賽子（ダイス）の国の魔法戦士』 ISBN 978-4829144909

## 小説
ソード・ワールドRPGを元とした小説は、複数の作家によるシェアード・ワールド・ノベルとして発表されている。1冊1話、あるいは数冊に渡って1つの物語を為す長編小説を「ソード・ワールド・ノベル」、1冊に複数の作品を掲載する短編小説群を「ソード・ワールド短編集」と呼ぶ。その他には、投稿企画から生まれた「アドベンチャー」および「シアター」がある。

### ソード・ワールド・ノベル
- 『死せる神の島』 原案：安田均 著：下村家惠子 全2巻 - 『ソード・ワールドPC』および『ソード・ワールドSFC』主軸シナリオの小説化
  - （上）ISBN 4-8291-2358-3
  - （下）ISBN 4-8291-2359-1
- 『サーラの冒険』シリーズ 著：山本弘 全6巻
  - 『ヒーローになりたい!』 ISBN 4-8291-2419-9
  - 『悪党には負けない!』 ISBN 4-8291-2458-X
  - 『君を守りたい』 ISBN 4-8291-2511-X
  - 『愛を信じたい!』 ISBN 4-8291-2616-7
  - 『幸せをつかみたい!』 ISBN 4-8291-1735-4
  - 『やっぱりヒーローになりたい!』 ISBN 4-8291-1837-7
- 『名探偵デュダ』シリーズ 著：安田均・高井信 - デュダを主人公とした小説シリーズ
  - 『ドワーフ村殺人事件』 ISBN 4-8291-2433-4
  - 『失われた狂気を求めて』 ISBN 4-8291-2490-3
  - 『魔法の豚足』 ISBN 4-8291-2598-5
  - 『果てしなき宝島』 ISBN 4-8291-2691-4
  - 『わらべうた殺人事件』 ISBN 4-8291-2776-7
  - 『女神よ、永遠に』 ISBN 4-8291-2912-3
- 『魔法戦士リウイ』シリーズ 著：水野良SWノベルとしての出版は下記2冊
  - 『剣（つるぎ）の国の魔法戦士』 ISBN 4-8291-2477-6
  - 『湖岸の国の魔法戦士』 ISBN 4-8291-2767-8
- 『混沌の夜明け』 著：清松みゆき 全4巻
  - I ISBN 4-8291-2505-5
  - II ISBN 4-8291-2525-X
  - III ISBN 4-8291-2553-5
  - IV ISBN 4-8291-2636-1
- 『自由人の歎き』 原案：安田均 著：白井英 全2巻 - 「ソード・ワールドSFC2 いにしえの巨人伝説」主軸シナリオの小説化
  - （上） ISBN 4-8291-2574-8
  - （下） ISBN 4-8291-2582-9
- 『混沌の大地』 著：清松みゆき
  - I ISBN 4-8291-2730-9
  - II ISBN 4-8291-2742-2
  - III ISBN 4-8291-2885-2
  - IV ISBN 4-8291-2992-1
- 『ヘッポコーズ』シリーズ 著：秋田みやび
  - 『へっぽこ冒険者と眠る白嶺』 ISBN 4-8291-1648-X
  - 『輝け!へっぽこ冒険譚1』 ISBN 4-8291-1840-7
  - 『輝け!へっぽこ冒険譚2』 ISBN 978-4-8291-1945-7
  - 『輝け!へっぽこ冒険譚3』 ISBN 978-4-8291-3262-3
- 『ダークエルフの口づけ』 著：川人忠明
  - I ISBN 4-8291-1850-4
  - II ISBN 4-8291-1902-0
  - III ISBN 978-4-8291-1942-6
  - IV ISBN 978-4-8291-1987-7

### ソード・ワールド短編集
詳細はソード・ワールド短編集参照。
- 『レプラコーンの涙』 編：安田均 ISBN 4-8291-2346-X
- 『ナイトウィンドの影』 編：安田均 ISBN 4-8291-2378-8
- 『ふたりのラビリンス』 編：安田均 ISBN 4-8291-2399-0 - テーマ「モンスター」
- 『マンドレイクの館』 編：安田均 ISBN 4-8291-2400-8 - テーマ「モンスター」
- 『ロマールの罠』 編：安田均 ISBN 4-8291-2414-8 - テーマ「旅人の国ロマール」
- 『スチャラカ冒険隊、南へ』 編：安田均・山本弘 ISBN 4-8291-2466-0 - リプレイ第一部短編集
- 『ただひとたびの奇跡』 編：安田均・水野良 ISBN 4-8291-2519-5 - テーマ「魔法」
- 『瞳輝ける夜』 編：安田均 ISBN 4-8291-2537-3 - テーマ「自由人たちの街道」
- 『戦乙女の槍』SW短編コンテスト優秀作選 監修：安田均 ISBN 4-8291-2555-1
- 『ゲート・デーモンの仮面』 編：安田均 ISBN 4-8291-2592-6 - SW人気パーティ短編集
- 『まぼろしの女』 編：安田均 ISBN 4-8291-2655-8 - テーマ「愛・愛情」
- 『虹の舞う海に』 編：安田均 ISBN 4-8291-2712-0 - テーマ「ライバル」
- 『死者は弁明せず』 編：安田均 ISBN 4-8291-2753-8 - テーマ「マジックアイテム」
- 『バブリーズ・リターン』 編：安田均 ISBN 4-8291-2913-1 - リプレイ第三部短編集
- 『ゴーレムは証言せず』 編：安田均 ISBN 4-8291-1303-0 - テーマ「コマンドワード」
- 『許されし偽り』 編：安田均 ISBN 4-8291-1353-7 - テーマ「異種族」
- 『集え!へっぽこ冒険者たち』 編：安田均 ISBN 4-8291-1443-6 - ヘッポコーズ短編集1
- 『冒険の夜に翔べ!』 編：安田均 ISBN 4-8291-1535-1 - テーマ「冒険者」
- 『踊れ!へっぽこ大祭典』 編：安田均 ISBN 4-8291-1586-6 - ヘッポコーズ短編集2
- 『狙われたヘッポコーズ』 編：安田均 ISBN 4-8291-1627-7 - テーマ「職業・役割」
- 『へっぽこ冒険者とイオドの宝』 編：安田均 ISBN 4-8291-1690-0 - 人気パーティ・リレー短編
- 『へっぽこ冒険者と緑の蔭』 編：安田均 ISBN 4-8291-1737-0 - テーマ「中原」
- 『ぺらぺらーず漫遊記』 編：安田均 ISBN 4-8291-1790-7 - ぺらぺらーず短編集1
- 『ぺらぺらーず漫遊記 乙女の巻』 著：藤澤さなえ ISBN 4-8291-1874-1 - ぺらぺらーず短編集2
- 『死者の村の少女』 著：山本弘 ISBN 4-8291-1879-2 - サーラの冒険 Extra

### その他
- ソード・ワールドRPGアドベンチャー 著：山本弘・グループSNE / イラスト：田中久仁彦
『月刊ドラゴンマガジン』読者参加企画。読者の応募した様々なアイデアを組み合わせて小説化した作品。連載初期は草河遊也がイラストを担当していた。
  1. 『ベルダイン熱狂!』 ISBN 4-8291-4284-7
  2. 『アルバトロス追撃!』 ISBN 4-8291-4303-7
  3. 『タイデル騒乱!』 ISBN 4-8291-4315-0
  4. 『プロミジー急転!』 ISBN 4-8291-4325-8
  5. 『ナイトブレイカーズ爆発!』 ISBN 4-8291-4333-9
- 西部諸国シアター 著：山本弘・グループSNE
読者参加企画第二弾。応募をストーリーのみに限定し、一話完結の短編小説としてまとめたもの。
  1. 『帰ってきたドラゴン』 ISBN 4-8291-4346-0
  2. 『熱血爆風!プリンセス』 ISBN 4-8291-4350-9
  3. 『鏡の国の戦争』 ISBN 4-8291-4351-7
- ファンタジーファイル『アイテム・コレクション』 著：安田均・グループSNE（水野良、山本弘、北川直、吉岡太郎） / イラスト：竜胆丈二、末弥純、米田仁士、三好道夫
様々なファンタジーのゲームや小説を例に装備・道具を種類別に解説したカタログ。それに併せてレイドの傭兵からロマールの剣奴を経て冒険者となるソードマスター・ルーファスの物語が描かれている。彼が懇意にしていた”奇跡の店”は『死せる神の島』ではオランに移転しており、その顛末が『ロマールの罠』収録の「立ち枯れの森」（ 著：下村家惠子）で描かれている。

## コンピュータゲーム作品
- T&E SOFT製作
  - ソード・ワールドPC
  - ソード・ワールドSFC
  - ソード・ワールドSFC2 いにしえの巨人伝説
- G-mode製作
  - ソード・ワールドmobile
  - ソード・ワールドmobile2

## ラジオドラマ作品
『ソードワールドSFC2 いにしえの巨人伝説』のラジオドラマ化。全国6局（北海道STV、東京TBS、名古屋東海ラジオ、大阪ABC、広島RCC、福岡RKB）で1994年に全12回放送された。
パーソナリティは声優の堀秀行と宍戸留美。ラジオドラマとトークによる二部構成。出演声優の柳沢三千代や塩沢兼人、小説版作者の白井英を始め安田均、清松みゆき等もトークゲストとして出演した。後に出演声優4名（堀秀行、塩沢兼人、渡辺菜生子、久川綾）が担当したキャラクターで遊んだ誌上リプレイもドラゴンマガジンにて公開されている。また登場人物サレムの姉の名前であるシスティナ（演：柳沢三千代）はこのラジオドラマの公募で決定したものである。ドラマ部分は後にドラマCDとして発売された。

## 関連作品
- 『魔法戦士リウイ』シリーズ
- 『ロードス島戦記』シリーズ
- 『クリスタニア』シリーズ